# Aloadzi
Aloadzi (gr. Ἀλωάδαι Alōádai, łac. Aloidae, Aloadae) – w mitologii greckiej dwaj bracia, Efialtes i Otos, synowie Posejdona i Ifimedei, żony Aloeusa. Bracia byli olbrzymami, już w wieku 9 lat mierzyli 9 sążni, czyli około 17 metrów. W swojej pysze postanowili wypowiedzieć wojnę bogom. Chcieli porwać Herę dla Efialtesa i Artemidę dla Otosa. Aresa zamknęli w brązowej beczce, z której po 13 miesiącach uwolnił go Hermes. Spiętrzyli góry, na Olimp nałożyli Ossę, a na tę znów Pelion. Ich koniec mity opowiadają w trzech wersjach. W pierwszej Apollon przebił obu strzałami, w drugiej Artemida pod postacią łani wbiegła pomiędzy nich a ci rzuciwszy oszczepami trafili w siebie wzajemnie, w trzeciej wersji Zeus razi ich gromem. W Tartarze przywiązani wężami do słupa, dręczeni są krzykami sów. Wprowadzili do Grecji kult Muz, były wówczas tylko trzy: Aoede (Pieśń), Melete (Ćwiczenie, nauka, praca), Mneme (Pamięć). Aloadzi złożyli im ofiarę na Helikonie.